# 其美多吉
其美多吉（藏語：འཆི་མིད་རྡོ་རྗེ།，威利转写：vchi med rdo rje，1963年9月—），中国邮政货运驾驶员，四川省甘孜藏族自治州德格县人。2018年康定至德格邮路被中华人民共和国交通运输部命名为“其美多吉雪线邮路”。曾获全国五一劳动奖章、“感动中国”2018年度人物、中共中央宣传部“时代楷模”等荣誉称号。